# 马利克·艾伦
马利克·艾伦（英語：Malik Allen，1978年6月27日—），美国NBA联盟前职业篮球运动员。現於NBA聯盟邁阿密熱火隊出任助教。